# Eutawville
Eutawville é uma cidade  localizada no estado norte-americano de Carolina do Sul, no Condado de Orangeburg.

## Demografia
Segundo o censo norte-americano de 2000, a sua população era de 344 habitantes.
Em 2006, foi estimada uma população de 331, um decréscimo de 13 (-3.8%).

## Geografia
De acordo com o United States Census Bureau tem uma área de
2,4 km², dos quais 2,4 km² cobertos por terra e 0,0 km² cobertos por água. Eutawville localiza-se a aproximadamente 26 m acima do nível do mar.

## Localidades na vizinhança
O diagrama seguinte representa as localidades num raio de 24 km ao redor de Eutawville.